# Dampsmesnil
Dampsmesnil is een plaats en voormalige in Frankrijk. Het ligt in de Vexin normand.

## Geschiedenis
Dampsmesnil was onderdeel van het kanton Écos totdat dit op 22 maart 2015 werd opgeheven en de gemeente werd opgenomen in het kanton Les Andelys.
Op 1 januari 2016 werd de gemeente opgeheven toen Dampsmesnil met 13 andere gemeenten opging in de commune nouvelle Vexin-sur-Epte.

## Kaart
De onderstaande kaart toont de ligging van Dampsmesnil met de belangrijkste infrastructuur en aangrenzende gemeenten.

## Demografie
Onderstaande figuur toont het verloop van het inwonertal.

Berthenonville · Bus-Saint-Rémy · Cahaignes · Cantiers · Civières · Dampsmesnil · Écos · Fontenay-en-Vexin · Forêt-la-Folie · Fourges · Fours-en-Vexin · Guitry · Panilleuse · Tourny